# Шандор, Эмма
Эмма Шандор (венг. Sándor Emma, 17 марта 1863, Байя — 22 ноября 1958, Kútvölgy, Будапешт) — венгерский композитор, фольклорист и переводчица. Её брат Пал Шандор был депутатом парламента.

## Биография

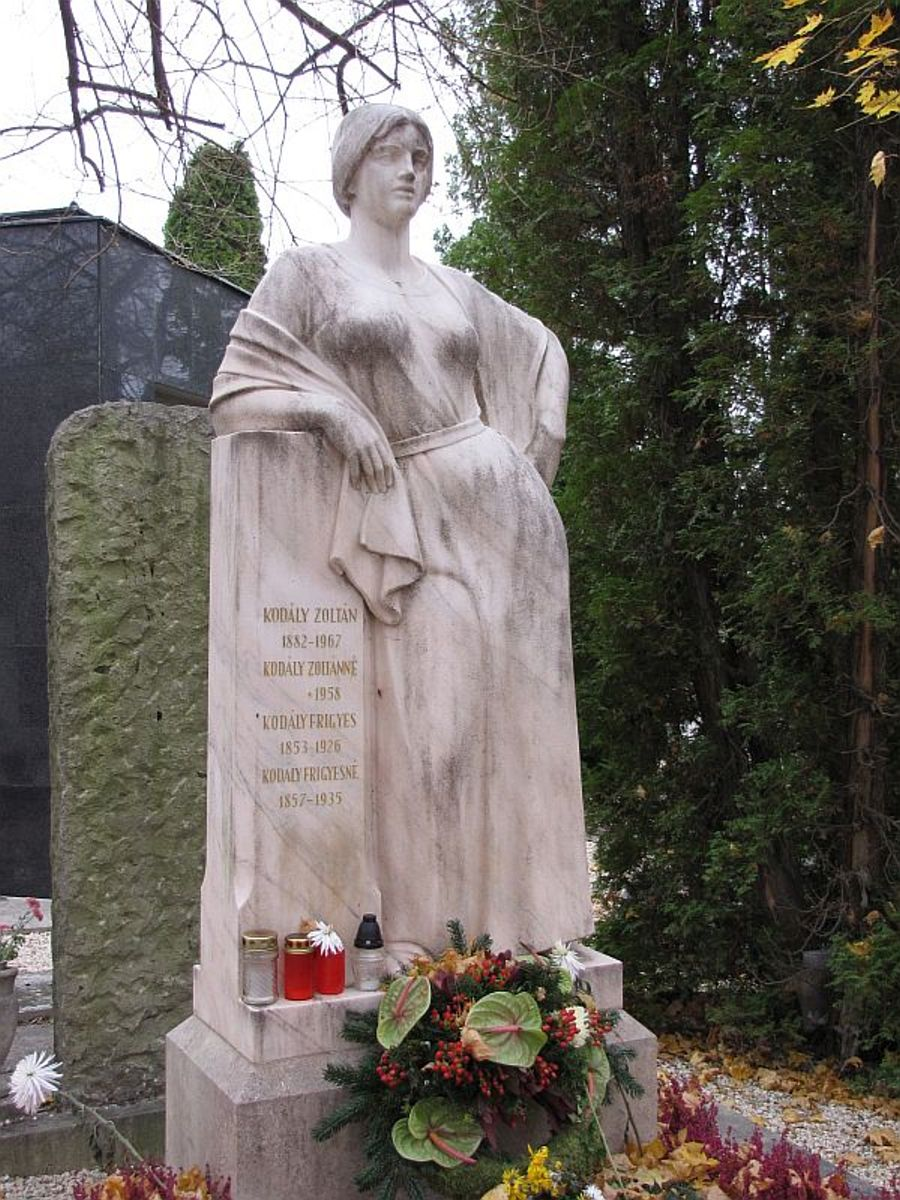
Могила Шандор на кладбище Фаркашрети

Её отцом был торговец Мориц Шлезингер, а матерью — Сарольта Дойч. В 1883 году она вышла замуж за торговца Хенрика Грубера. Она научилась играть на пианино и петь, а на рубеже веков познакомилась с самыми важными личностями музыкальной жизни Будапешта. С 1903 года она училась композиции у Белы Бартока, затем в 1905–06 у Золтана Кодая. Она держала музыкальный салон.
В 1910 году в Будапеште она вышла замуж за Золтана Кодая, с которым прожила всю оставшуюся жизнь и работала вместе с ним. В 1912 году они отправились в путешествие по сбору народных песен.
Она собирала народные песни: обрабатывала номера 34 и 35 «Венгерской народной музыки». Некоторые из её тем также освещали Барток, Донаньи и Кодай. Она перевела тексты многих баллад и народных песен на немецкий язык. Её работы в основном фортепианные.